# Aleyrodiella lamellifera
Aleyrodiella lamellifera is een halfvleugelig insect uit de familie witte vliegen (Aleyrodidae), onderfamilie Aleyrodinae.
De wetenschappelijke naam van deze soort is voor het eerst geldig gepubliceerd door Danzig in 1966.